# سیارک ۱۷۹۲۰
سیارک ۱۷۹۲۰ (به انگلیسی: 17920 Zarnecki، نامگذاری:1999GE9) هفده هزار و نهصد و بیستمین سیارک کشف شده‌است که در ۱۰ آوریل ۱۹۹۹ کشف شد.
قدر مطلق سیارک برابر ۱۱.۷ است.